# Syllepte disticta
Syllepte disticta là một loài bướm đêm trong họ Crambidae.